# Mind Bokeh
Albums de Bibio
The Apple and the Tooth
(2009)
Mind Bokeh est le sixième album de Bibio, sorti en mars 2011.

## Liste des titres
| No  | Titre               | Durée |
| --- | ------------------- | ----- |
| 1.  | Excuses             | 5:58  |
| 2.  | Pretentious         | 6:02  |
| 3.  | Anything New        | 4:07  |
| 4.  | Wake Up!            | 3:25  |
| 5.  | Light Seep          | 3:53  |
| 6.  | Take Off Your Shirt | 4:04  |
| 7.  | Artists' Valley     | 6:00  |
| 8.  | K is for Kelson     | 3:28  |
| 9.  | Mind Bokeh          | 2:33  |
| 10. | More Excuses        | 4:27  |
| 11. | Feminine Eye        | 1:50  |
| 12. | Saint Christopher   | 6:34  |